# Rasnica
Rasnica (izvirno srbsko Расница) je naselje v Srbiji, ki upravno spada pod Občino Pirot; slednja pa je del Pirotskega upravnega okraja.

## Demografija
V naselju živi 343 polnoletnih prebivalcev, pri čemer je njihova povprečna starost 50,3 let (48,3 pri moških in 52,5 pri ženskah). Naselje ima 141 gospodinjstev, pri čemer je povprečno število članov na gospodinjstvo 2,77.
To naselje je, glede na rezultate popisa iz leta 2002, večinoma srbsko, a v času zadnjih treh popisov je opazno zmanjšanje števila prebivalcev.
|  |

| Demografija | Demografija     | Demografija     |
| Leto        | Št. prebivalcev | Št. prebivalcev |
| ----------- | --------------- | --------------- |
|             |                 |                 |
|             |                 |                 |
|             |                 |                 |
|             |                 |                 |
| 1948        | 1120            |                 |
| 1953        | 1088            |                 |
| 1961        | 930             |                 |
| 1971        | 725             |                 |
| 1981        | 603             |                 |
| 1991        | 472             | 468             |
| 2002        | 391             | 391             |
|             |                 |                 |

| Etnična sestava po popisu iz leta 2002 | Etnična sestava po popisu iz leta 2002 | Etnična sestava po popisu iz leta 2002 | Etnična sestava po popisu iz leta 2002 | Etnična sestava po popisu iz leta 2002 |
| -------------------------------------- | -------------------------------------- | -------------------------------------- | -------------------------------------- | -------------------------------------- |
| Srbi                                   | Srbi                                   |                                        | 389                                    | 99,48%                                 |
| Albanci                                | Albanci                                |                                        | 1                                      | 0,25%                                  |
| Neznano                                | Neznano                                |                                        | 1                                      | 0,25%                                  |